# Pianeta distrutto

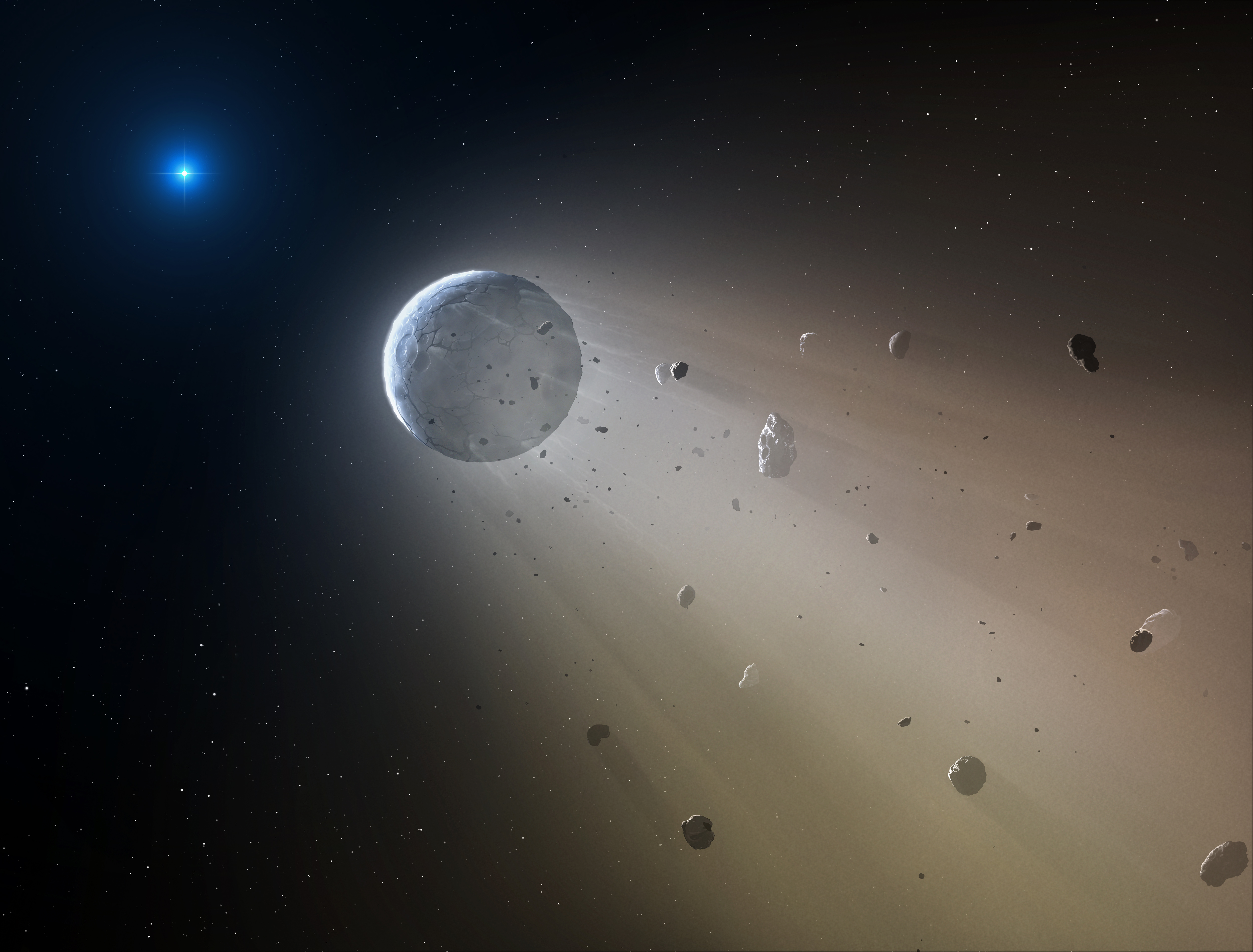
Rappresentazione artistica di un oggetto planetario roccioso che viene vaporizzato dalla sua stella madre

In astronomia, un pianeta distrutto è un pianeta, o esopianeta, che è stato disgregato o distrutto da un corpo o un oggetto astronomico vicino o di passaggio, come ad esempio una stella. Il risultato di tale disgregazione può essere la produzione di quantità notevole di gas, polvere e detriti correlati che possono eventualmente circondare la stella madre sotto forma di disco circumstellare o disco di detriti. Di conseguenza, il campo di detriti in orbita può essere un "anello di polvere irregolare", che causa fluttuazioni irregolari nella luminosità apparente della stella madre, ed essere responsabile delle curve di luce stranamente tremolanti associate alla luce proveniente da certe stelle variabili, come quella di KIC 8462852, RZ Piscium e WD 1145+017. Da queste stelle si può rilevare una quantità eccessiva di radiazione infrarossa, prova che suggerisce che in orbita a tali stelle possano esserci polvere e detriti.

## Esempi

### Pianeti
Esempi di pianeti (o dei loro resti correlati), che sono stati considerati provenienti da un pianeta distrutto, o parte di esso, includono: 'Oumuamua, WD 1145+017 b, gli asteroidi, i pianeti gioviani caldi e quelli che sono pianeti ipotetici, come il quinto pianeta, Fetonte, Theia. 
Altri esempi di pianeti distrutti sono i pianeti ctoni, ex giganti gassosi di cui è rimasto solo il nucleo, residuo della distruzione operata dalla sua stella madre durante la fase di gigante rossa che ha seguito la fine della vita nella sequenza principale, di cui un possibile esempio è Kepler-70 b. Un altro possibile esempio, nel Sistema solare, è ritenuto da alcuni ricercatori il pianeta Mercurio, a cui un impatto con un planetesimo durante la fase di formazione del Sistema ne ha asportato buona parte della crosta e del mantello esistente all'epoca, lasciando un nucleo che è diventato la componente predominante del pianeta com'è anche attualmente. 

### Stelle

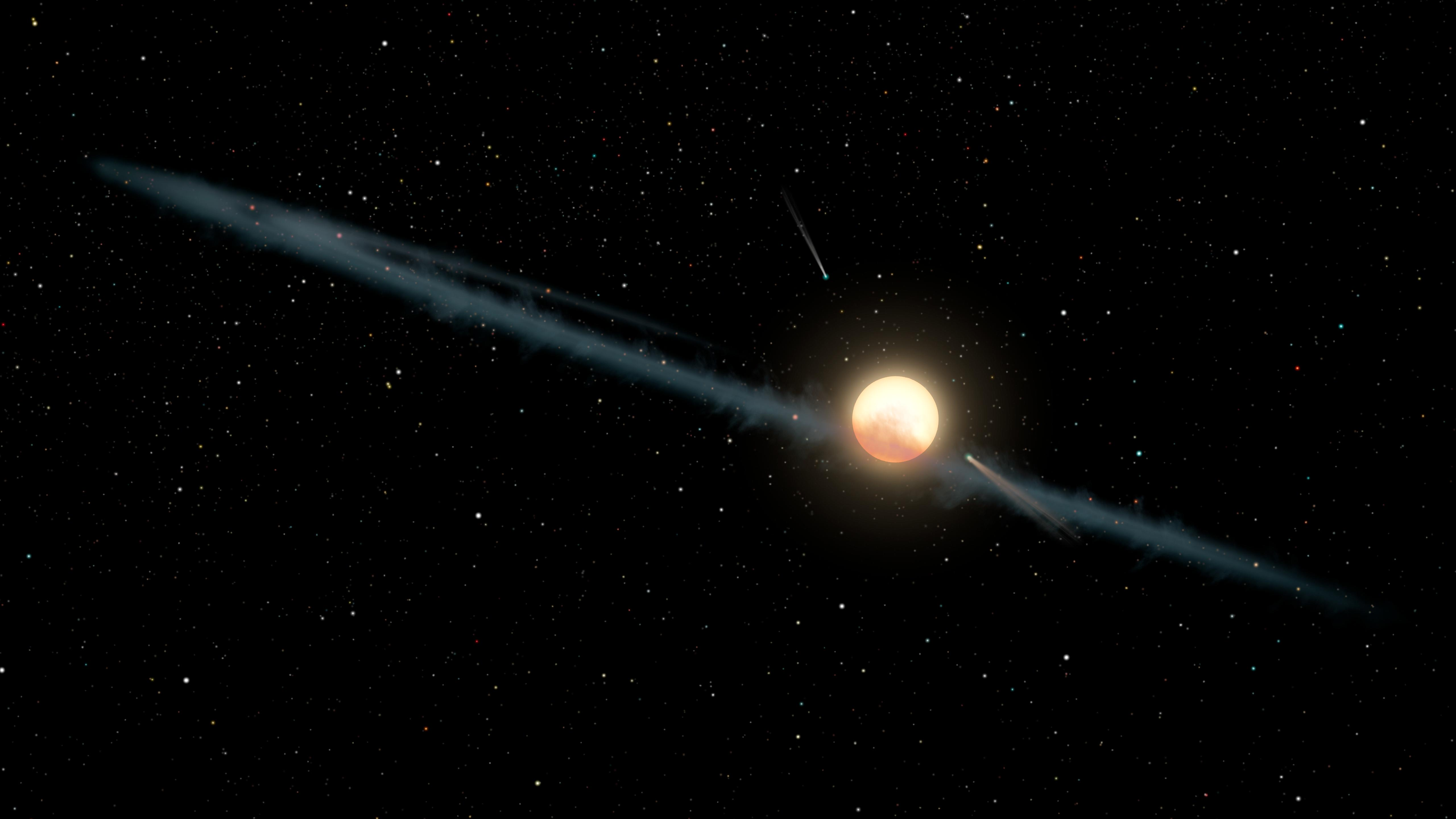
Rappresentazione artistica di un "anello di polvere irregolare" che circonda la stella KIC 8462852

Esempi di stelle madri, che si ritiene abbiano causato la distruzione di un pianeta, includono: EPIC 204278916, KIC 8462852 (Stella di Tabby), PDS 110, RZ Piscium, WD 1145+017, SDSS J122859.93+104032.9 e 47 Ursae Majoris.

#### KIC 8462852 (stella di Tabby)
KIC 8462852 è una stella di sequenza principale di tipo F che presenta insolite fluttuazioni di luce, compreso un oscuramento della luminosità fino al 22%. Diverse ipotesi sono state proposte per spiegare questi cambiamenti irregolari, ma nessuna finora spiega completamente tutti gli aspetti della sua curva di luce. Fra le spiegazioni prese in considerazione vi era anche la presenza di materiale risultato dalla distruzione o disgregazione di corpi planetari o cometari simili alla Nube di Oort per l'azione di disturbo di una nana rossa posta nelle vicinanze della stella, ma gli studi più recenti ipotizzano più la presenza di un vasto anello di "polvere irregolare". 